# 王瓜
王瓜（学名：Trichosanthes cucumeroides）为葫芦科栝楼属下的一个种。又名𤫱𤬏（音同鉤樓）。

## 延伸阅读
[在维基数据编辑]
 《植物名實圖考·王瓜》，出自吳其濬《植物名實圖考》